# シェリル・リー・ラルフ
シェリル・リー・ラルフ（Sheryl Lee Ralph、1956年12月30日 - ）は、アメリカ合衆国コネチカット州生まれの女優・声優・歌手である。

## 来歴
女優、歌手として活動するラルフは、1956年にコネチカット州に生まれる。ジャマイカとニューヨークで育ち、半分ジャマイカ系の血を引いている。1973年にミス・ブラック・ティーンエイジに輝いたこともある。19という若さで大学を卒業し、大学雑誌の“top 10 college women”にその名が載せられた。女優を目指して1982年頃から舞台女優としてキャリアをスタート。ミュージカル舞台版の『ドリームガールズ』において、映画版でビヨンセ・ノウルズが演じていた“ディーナ・ジョーンズ”を演じてトニー賞にもノミネートされた。その後、映画やテレビなどにも出演し始めて、順調にキャリアを重ねていく。1990年にダニー・グローヴァー主演の『To Sleep with Anger』でインデペンデント・スピリット賞を受賞。アフリカ系アフリカ人女優としては、その功績を称えられ全米黒人地位向上協会に5度ノミネートされている。1998年の映画『シークレッツ』では、出演の他、監督と脚本も務めた。現在は映画よりテレビドラマへの出演が増えている。
1990年に結婚した夫との間に二人の子供がおり、2000年にその夫と離婚しているが、2005年に再婚した。

## 出演作品

### 映画
- シドニー・ポワチエ/ピース・オブ・アクション A Piece of the Action (1977)
- 刑事クイン/妖術師の島 The Mighty Quinn (1989)
- スキン・ディープ Skin Deep (1989)
- ミストレス Mistress (1992)
- ホワイトハウス狂騒曲 The Distinguished Gentleman (1992)
- 天使にラブ・ソングを2 Sister Act 2: Back in the Habit (1993)
- フリントストーン/モダン石器時代 The Flintstones (1994)
- 魔界世紀ハリウッド Witch Hunt（1994）（テレビ映画）
- ジャンクション White Man's Burden (1995)
- 僕のボーガス Bogus (1996)
- シークレッツ Secrets (1998)
- Lost in the Pershing Point Hotel (2000)
- Frankie D (2007)
- The Cost of Heaven (2010)
- Blessed and Cursed (2010)
- Christmas in Compton (2012)
- ベスト・バディ Just Getting Started (2017)
- Christmas at Holly Lodge (2017)
- ステップ・シスターズ Step Sisters (2018)
- カムバック・トゥ・ハリウッド!! The Comeback Trail (2020)

### テレビドラマ
- ワンダーウーマン Wonder Woman (1979)
- ジェファーソンズ The Jeffersons (1979)
- V V (1984)
- 女諜報員フォックスファイアー Code Name: Foxfire (1985)
- L.A.ロー 七人の弁護士 L.A. Law (1987)
- 世にも不思議なアメージング・ストーリー Amazing Stories (1987)
- ファルコン・クレスト Falcon Crest (1990)
- サブリナ Sabrina, the Teenage Witch (1999)
- ラスベガス Las Vegas (2003)
- ER緊急救命室 ER (2006)
- シークレット・アイドル ハンナ・モンタナ Hannah Montana (2008)
- レイ・ドノヴァン ザ・フィクサー Ray Donovan (2013)
- Fam (2019)[1]
- マザーランド：フォート・セーラム Motherland: Fort Salem (2020)[2]
- アボット・エレメンタリー Abbott Elementary (2021)[3]

### 声の出演
- オリバー ニューヨーク子猫ものがたり Oliver & Company (1988)

### テレビアニメ
- リセス 〜ぼくらの休み時間〜 Recess (2000)
- ジャスティス・リーグ Justice League (2002-2004)
- Static Shock (2002-2003)

## その他
彼女の母であるアイヴィー・ラルフ（Ivy Ralph）はファッションデザイナーであり、ジャマイカ発祥のスーツであるカリバ・スーツを発案したことで知られている。